# Joseph Saidu Momoh

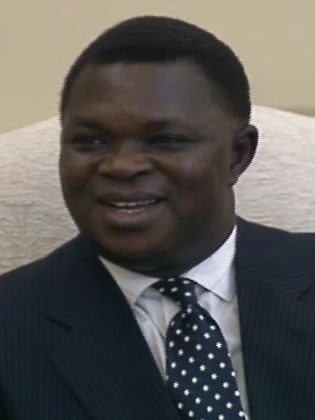
Momoh (1988)

Joseph Saidu Momoh (* 26. Januar 1937 in Binkolo; † 3. August 2003 in Conakry, Guinea) war von 1985 bis 1992 Präsident von Sierra Leone.

## Leben

### Soldat
Momoh, Angehöriger des Volksstammes der Limba, trat 1958 in die Armee der britischen Kolonie ein. 1971 wurde er deren Oberbefehlshaber der Sierra Leone Armed Forces und 1974 Parlamentsabgeordneter und Staatssekretär in der Regierung des seit der Unabhängigkeit 1961 amtierenden Präsidenten Siaka Stevens. Als Generalmajor wurde er 1984 Generalstabschef.

### Präsident
Nach der Rücktrittsankündigung von Stevens nominierte die Einheitspartei All People’s Congress (APC) Momoh am 2. August 1985 als den von Stevens gewünschten Nachfolger zum Präsidentschaftskandidaten. Als einziger Kandidat konnte er die Wahlen im Oktober 1985 mit 99 % der Stimmen gewinnen und wurde am 28. November 1985 Präsident. Angesichts der schlechten wirtschaftlichen Lage verkündete Momoh 1987 den „ökonomischen Notstand“, wodurch sich die Situation allerdings nicht besserte. Momoh galt als „tyrannisch“ und „diktatorisch“.
1991 brach der Bürgerkrieg aus, der bis 2002 zwischen 50.000 und 200.000 Todesopfer gefordert haben soll, als eine kleine Gruppe unter Foday Sankoh anfing, im Osten des Landes Ortschaften zu überfallen. Im selben Jahr führte Momoh ein Mehrparteiensystem ein. Wahlen wurden für Ende 1992 versprochen. Am 29. April 1992 wurde er von einer Gruppe junger Offiziere unter Führung von Yahya Kanu oder Valentine Strasser abgesetzt.

### Haft, Amnestierung, Tod
Während des Bürgerkriegs 1998 wurde Momoh im Februar von Soldaten der ECOWAS-Interventionstruppe festgenommen und am 5. November 1998 wegen Verschwörung und Hochverrat zu 10 Jahren Haft verurteilt. Er soll in den Putsch vom Mai 1997 verwickelt gewesen sein. Nach gelungener Flucht aus dem Gefängnis geriet er in die Hände der Rebellen der Revolutionary United Front (RUF) von Foday Sankoh und wurde im November 1999 freigelassen. Die Regierung des Präsidenten Ahmad Tejan Kabbah hatte ihn bereits im Juli amnestiert.
Nach seinem Tod im Exil im benachbarten Guinea 2003 wurde er nach Freetown überführt und mit einem Staatsbegräbnis geehrt.

### Familie
Momoh war mehrmals verheiratet und ihm wird Polygamie nachgesagt. Unbestätigten Angaben nach war er zeitweilig mit der Kamerunerin Elizabeth Yangabot verheiratet.
1967 heiratete er Hannah Victoria Lucinda Wilson, die als seine Erstfrau diente. Sie verließ ihren untreuen Mann 1989 und zog nach London. Sie hatten eine Tochter. Momoh hat nach dem Tod oder Weggang seiner ersten Frau Fatmata Saw geheiratet. Einigen Quellen nach war er mit dieser vor Hannah bereits verheiratet und später nur noch liiert.
Momoh soll mit Hawa Marah den Sohn Abdul Momoh sowie mit unbekannter Frau die Söhne Sohn Joseph Jnr. und John Momoh gehabt haben. Abdul und John Momoh müssen sich seit 2017 wegen gemeinschaftlichen Mordes verantworten.

## Auszeichnungen
- Order of the British Empire